# Heiligenwaldsee

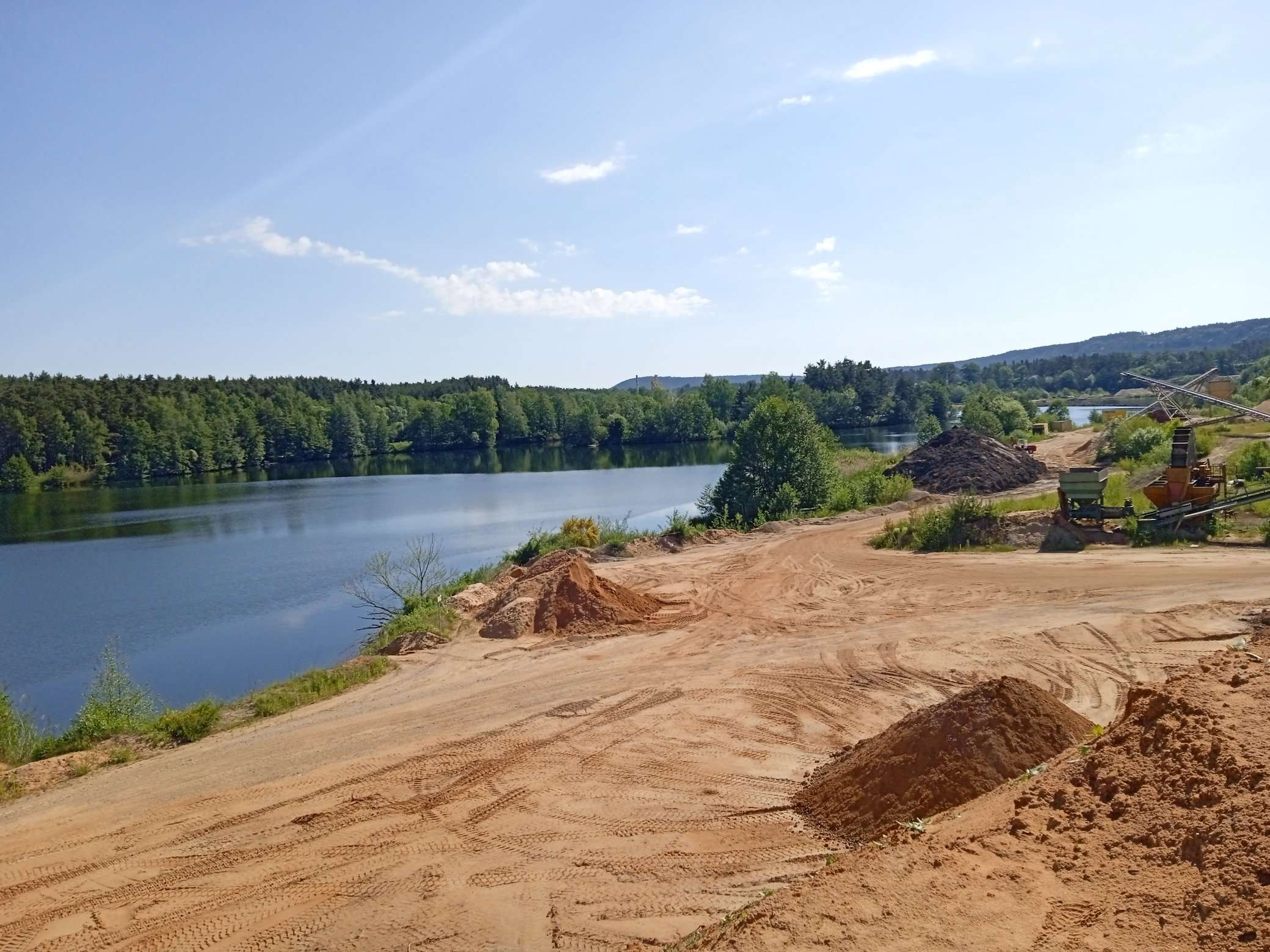
Heiligenwaldsee

Der Heiligenwaldsee ist ein Baggersee bei Pleinfeld im mittelfränkischen Landkreis Weißenburg-Gunzenhausen.

## Geographie
Der See liegt rund zwei Kilometer nördlich von Pleinfeld und östlich des Großen Brombachsees. Er erstreckt sich auf einer Länge von 830 Metern von West nach Ost. In geringem Abstand fließt nördlich der Brombach vorbei, mit diesem und dem westlich gelegenen Mandlesweiher hat er mehrere Verbindungen.
Gegen die breitere Ostseite des Sees zu liegt eine etwas über ein Hektar große Insel, die über zwei Dämme mit dem Nordufer verbunden ist. Im Osten und Süden des Sees wird Sand abgebaut, im Norden befinden sich mehrere Absetzbecken der Sandwäsche. Indem man die aufgewühlten Schwebstoffe sich hier absetzen lässt, werden der Heiligenwaldsee, der Brombach und die Schwäbische Rezat nicht von ihnen eingetrübt.

## Geschichte
Die Firma Fiegl aus Pleinfeld erhielt 1978 die Genehmigung, in der Gemarkung Pleinfeld Sand abzubauen und dabei den heutigen Heiligenwaldsee auszubaggern. Die Abbaufrist war zunächst bis 1994 begrenzt und wurde später bis 2010 verlängert. Die Sandwäsche im Heiligenwaldsee wurde 2002 genehmigt. 2010 beantragte die Firma unter Vorlage eines landschaftspflegerischen Begleitplanes die Verlängerung der Genehmigung für den weiteren Sandabbau und für die Sandwäsche im Heiligenwaldsee bis 2020, da noch nicht alle ursprünglich genehmigten Abbauflächen ausgebeutet waren und die Abbautiefe auf 15 Meter erhöht werden sollte.

## Fauna und Flora
Zu den Fischen im See gehören Aal, Karpfen, Schleie, Hecht, Zander und verschiedene Weißfische.